# Nedinoschiza excerpta
Nedinoschiza excerpta är en stekelart som beskrevs av Turner 1920. Nedinoschiza excerpta ingår i släktet Nedinoschiza och familjen bracksteklar. Inga underarter finns listade i Catalogue of Life.